# NGC 914
NGC 914 je spirální galaxie v souhvězdí Andromedy. Její zdánlivá jasnost je 13,0m a úhlová velikost 1,5′ × 1,1′. Je vzdálená 253 milionů světelných let, průměr má 110 000 světelných let. Galaxii objevil 30. listopadu 1878 Édouard Stephan.